# The Jewish Press
The Jewish Press — американская еврейская еженедельная газета, базирующаяся в Бруклине, Нью-Йорк, чьей основной аудиторией являются современные ортодоксы (ортодоксальные модернисты).

## История
The Jewish Press была основана в 1960 году Альбертом Классом и его братом, раввином Шоломом Классом. Братья Класс ранее совместно издавали газеты Brooklyn Daily и Brooklyn Weekly в 1940-х годах. В 1960-х годах группа ведущих раввинов обратилась к братьям Класс с просьбой издавать еженедельную газету на английском языке для евреев, не владеющих идишем. Так появилась The Jewish Press.
Газета привлекла преданных читателей в ортодоксальных еврейских районах Бруклина благодаря своей «бескомпромиссной защите ортодоксальных вопросов» и сильной поддержке Израиля. В 1993 году еженедельный тираж газеты составлял 125 000 экземпляров из 250 000 предполагаемых читателей еженедельных еврейских газет.
Шломо Гринвальд, внук Шолома Класса, стал главным редактором газеты в мае 2021 года. Среди бывших авторов газеты — Джейсон Маоз, Меир Кахане, Арнольд Файн и Юлиус Либб.

## Редакционная политика
Газета имеет таблоидный формат с характерными синими заголовками на первой странице и публикует новости об Израиле и местных общинах, комментарии к недельной главе Торы, колонки и частные объявления.
The Jewish Press описывает себя как газету с политически консервативной точкой зрения и редакционной политикой, «политически некорректной задолго до появления этого термина». По словам Джеффри Гурока, историка из Ешива-университет, газета «представляет собой голос еврейства Бруклина как в религиозных, так и в социальных вопросах». По оценке The Forward, The Jewish Press выражает правые политические взгляды и «безапологетическую презентацию ортодоксии».
В марте 2014 года газета уволила редактора Йори Яновера после того, как он написал op-ed-статью под названием «50 тысяч харедим маршируют, чтобы только другие евреи умирали на войне». Статья касалась митинга харедим в Манхэттене против призыва студентов ешив в Армию обороны Израиля.

## Влияние и читательская аудитория
Times of Israel характеризовала The Jewish Press как влиятельное издание в ортодоксальном еврейском сообществе Бруклина. The Forward предположила, что у неё наибольшая доля более центристских в религиозном отношении ортодоксальных читателей. Согласно New York Jewish Week, газета служила голосом англоязычного ортодоксального сообщества, и её влияние росло по мере того, как сообщество становилось политической силой. Поддержка газетой стала равносильной значительной поддержке ортодоксального политического сообщества.
К 2010 году она всё ещё считалась лидером среди англоязычных газет в ортодоксальных общинах в районе большого Нью-Йорка, с еженедельным тиражом почти 50,000 экземпляров.
Газета Haaretz оценивала в 2014 году трафик онлайн-версии The Jewish Press в 2 миллиона просмотров ежемесячно.